# La Beauté (poème)
Cet article possède un paronyme, voir Beauté.
La Beauté est un sonnet de Charles Baudelaire, publié dans son recueil Les Fleurs du mal en 1857 ; il fait partie de la section « Spleen et Idéal ».
Le poème évoque le thème de la condition du poète. Charles Baudelaire y fait une présentation de la beauté, avec une allégorie de celle-ci, mais aussi en révélant un monde intelligible[Quoi ?]. On y trouve une réflexion autotélique[Quoi ?] sur la poésie en lien avec le mouvement du Parnasse et de la perfection, et une présentation de la situation du poète.

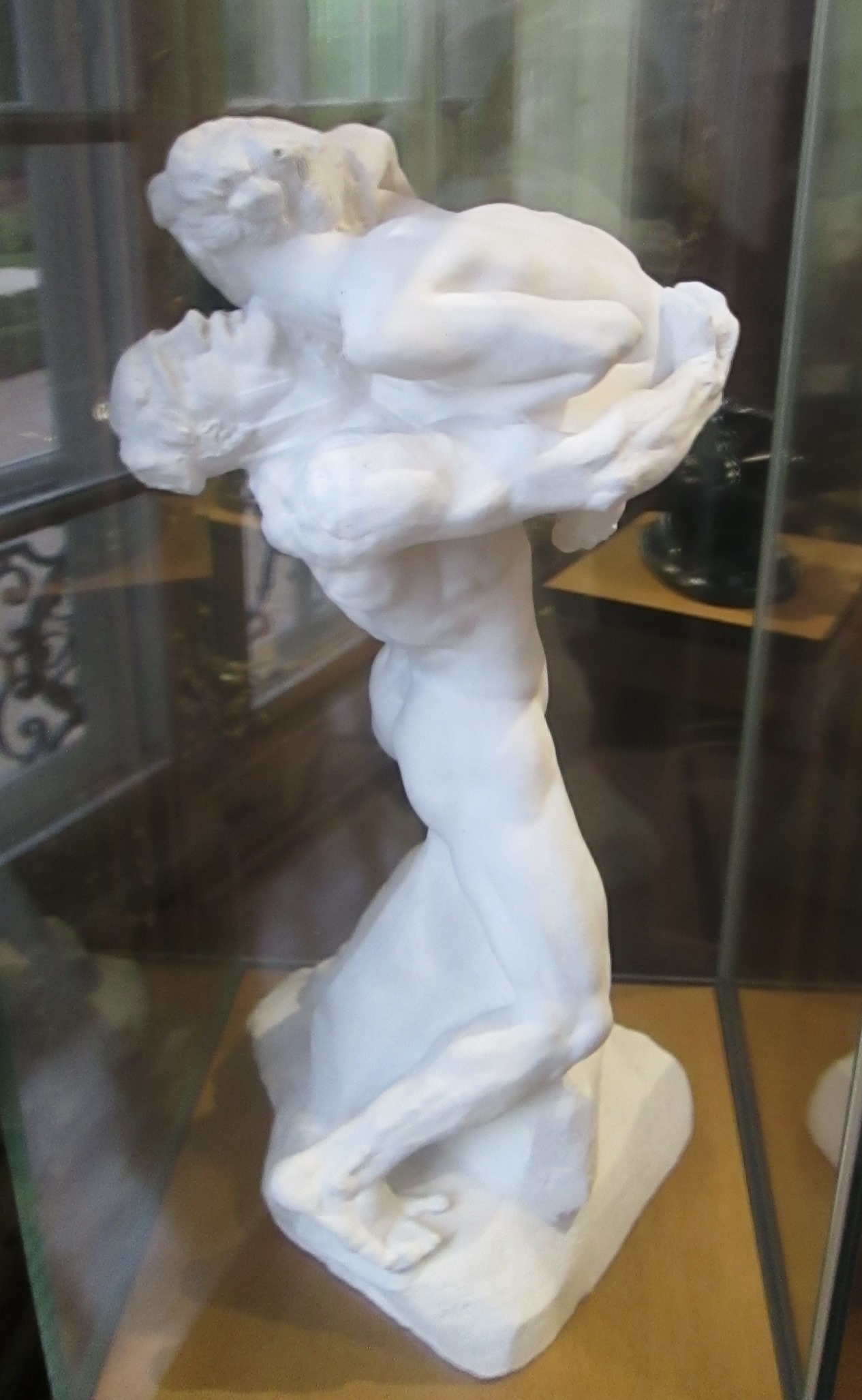
Rodin, Je suis belle, 1882

## Postérité
La première strophe figure, gravée, sur le socle de la sculpture intitulée Je suis belle réalisée en 1882 par Auguste Rodin: 

« Je suis belle, ô mortels ! comme un rêve de pierre,

Et mon sein, où chacun s'est meurtri tour à tour,

Est fait pour inspirer au poète un amour

Éternel et muet ainsi que la matière. »

.